# Xyridaceae
Famille
Classification APG III (2009)
La famille des Xyridacées est constituée de plantes monocotylédones ; elle comprend près de 300 espèces réparties en 4-5 genres.
Ce sont des plantes herbacées, pérennes, rhizomateuses, des régions subtropicales à tropicales, même arides pour certaines espèces.
Le genre Xyris fournit des plantes ornementales pour les jardins aquatiques ou en aquariophilie.

## Étymologie
Le nom vient du genre Xyris dérivé du grec ξυράφι / xyrafi, rasoir, en référence aux feuilles de certaines espèces dont les bords sont tranchants.

## Classification
La première classification phylogénétique APG (1998) distinguait les Abolbodacées (genre Abolboda) rattaché directement à la base des Commelinidées, mais la classification phylogénétique APG II (2003) réintègre ce genre dans les Xyridaceae.

## Liste des genres
Selon World Checklist of Selected Plant Families (WCSP) (22 avr. 2010), Angiosperm Phylogeny Website (19 mai 2010) et DELTA Angio (22 avr. 2010) :
- genre Abolboda Bonpl. (1809)
- genre Achlyphila Maguire & Wurdack (1960)
- genre Aratitiyopea Steyerm. & P.E.Berry (1984)
- genre Orectanthe Maguire (1958)
- genre Xyris Gronov. ex L. (1753)

Selon NCBI (22 avr. 2010) :
- genre Abolboda
- genre Aratitiyopea
- genre Orectanthe
- genre Xyris

Selon ITIS (22 avr. 2010) :
- genre Xyris L.